# Moon-sur-Elle
Moon-sur-Elle (/mɔ̃ syʁ‿ɛl/) est une commune française, située dans le département de la Manche en région Normandie, peuplée de 779 habitants.
En normand, le nom de la commune se prononce Mon-sur-Elle. Il n'a rien à voir avec l'anglais et ne se prononce donc jamais moune.

## Géographie
Elle s'inscrit dans le parc naturel régional des Marais du Cotentin et du Bessin.
Cette commune regroupe plusieurs hameaux : la Croix de Moon (centre principal), la Castellerie, la Duranderie, la Lande Bosquet, la Pomme d'Or, le Rachinet, Chasles, la Fotelaie, la Croix sous l'Ange, les Vignettes, le Clos Perrin, la Croix sous l'Atre, le Taillis, Rouge Douai, le Moulin Hébert, la Maison Neuve, le Quesnot, la Couture de Haut, la Couture de Bas, Villeneuve, Pignolet, le Mont Sauvage, Montigny, Hôtel Viard, Hôtel Carré, le Quesney, la Chapelle du Mesnil Vitey, Fauconneterie, le Moulin des Cures, la Guilloterie, la Lande, la Rousserie, la Féverie, la Planche.
| Airel      | Lison, Sainte-Marguerite-d'Elle (Calvados) | Sainte-Marguerite-d'Elle (Calvados) |
| Airel      | Moon-sur-Elle                              | Saint-Clair-sur-l'Elle              |
| La Meauffe | Saint-Clair-sur-l'Elle                     | Saint-Clair-sur-l'Elle              |

### Hydrographie
La commune est située dans le bassin Seine-Normandie. Elle est drainée par l'Elle, le Rieu, le cours d'eau 01 de la Fontaine Saint-Clair, la Jouenne, l'Elle, la Fontaine des Palliès et divers autres petits cours d'eau,.la Vessie
L'Elle, d'une longueur de 32 km, prend sa source dans la commune de Saint-Germain-d'Elle et se jette  dans la Vire à Isigny-sur-Mer, après avoir traversé onze communes. Les caractéristiques hydrologiques de l'Elle sont données par la station hydrologique située sur la commune de Saint-Jean-de-Savigny. Le débit moyen mensuel est de 0,683 m3/s. Le débit moyen journalier maximum est de 7,85 m3/s, atteint lors de la crue du 26 décembre 1999. Le débit instantané maximal est quant à lui de 10 m3/s, atteint le 19 janvier 1995.
Le Rieu, d'une longueur de 12 km, prend sa source dans la commune de Sainte-Marguerite-d'Elle et se jette  dans l'Elle à Airel, après avoir traversé cinq communes. 

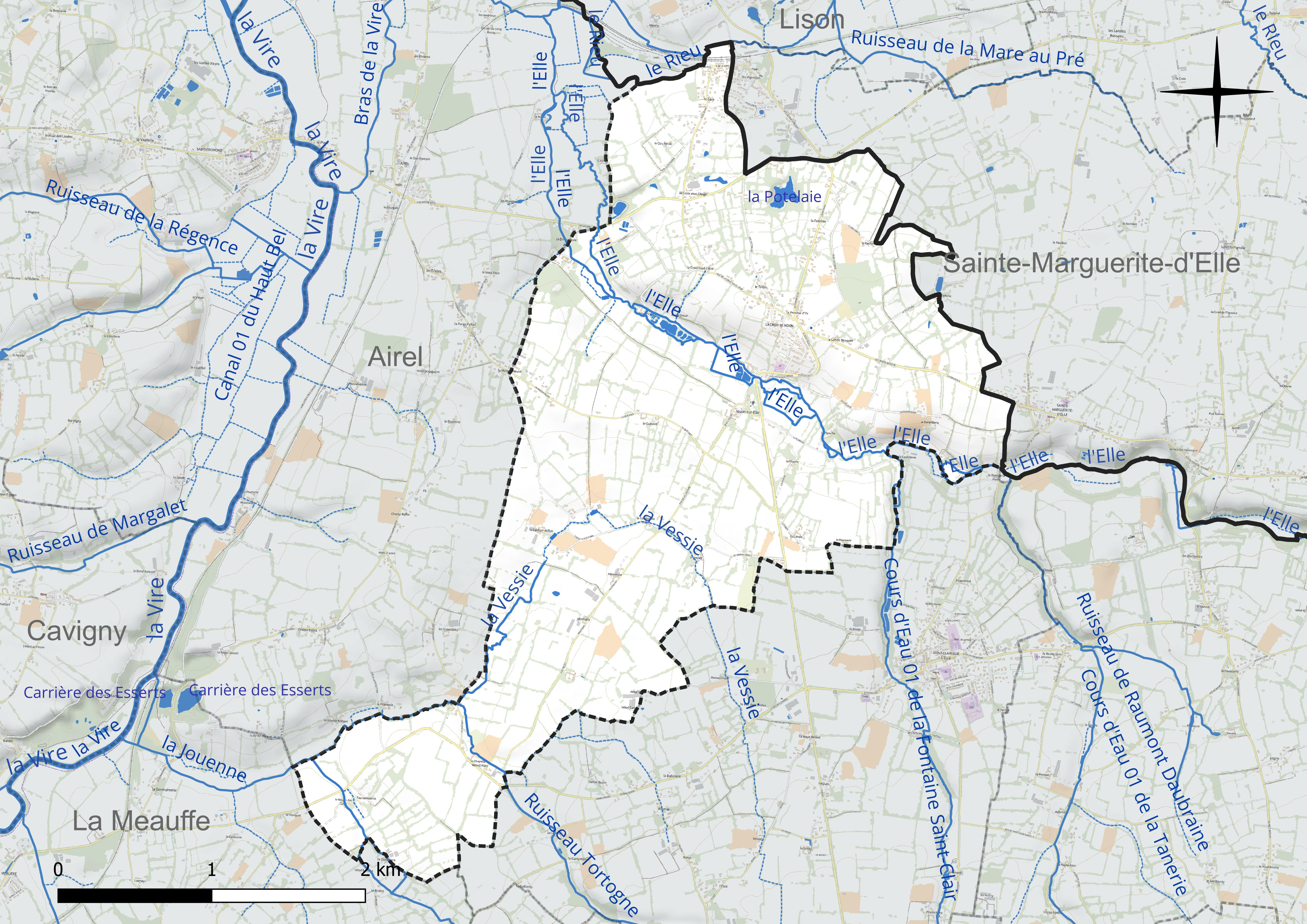
Réseau hydrographique de Moon-sur-Elle.

Un plan d'eau complète le réseau hydrographique : la Potelaie (1,7 ha),.

### Climat
Pour des articles plus généraux, voir Climat de la Normandie et Climat de la Manche.
En 2010, le climat de la commune est de type climat océanique franc, selon une étude du CNRS s'appuyant sur une série de données couvrant la période 1971-2000. En 2020, Météo-France publie une typologie des climats de la France métropolitaine dans laquelle la commune est exposée à un climat océanique et est dans la région climatique  Normandie (Cotentin, Orne), caractérisée par une pluviométrie relativement élevée (850 mm/a) et un été frais (15,5 °C) et venté. Parallèlement le GIEC normand, un groupe régional d’experts sur le climat, différencie quant à lui, dans une étude de 2020, trois grands types de climats pour la région Normandie, nuancés à une échelle plus fine par les facteurs géographiques locaux. La commune est, selon ce zonage, exposée à un « climat maritime », correspondant au Cotentin et à l'ouest du département de la Manche, frais, humide et pluvieux, où les contrastes pluviométrique et thermique sont parfois très prononcés en quelques kilomètres quand le relief est marqué.
Pour la période 1971-2000, la température annuelle moyenne est de 10,7 °C, avec une amplitude thermique annuelle de 11,3 °C. Le cumul annuel moyen de précipitations est de 876 mm, avec 14 jours de précipitations en janvier et 7,2 jours en juillet. Pour la période 1991-2020, la température moyenne annuelle observée sur la station météorologique la plus proche, située sur la commune de Balleroy-sur-Drôme à 15 km à vol d'oiseau, est de 11,2 °C et le cumul annuel moyen de précipitations est de 924,3 mm,. Pour l'avenir, les paramètres climatiques de la commune estimés pour 2050 selon différents scénarios d’émission de gaz à effet de serre sont consultables sur un site dédié publié par Météo-France en novembre 2022.

## Urbanisme

### Typologie
Au 1er janvier 2024, Moon-sur-Elle est catégorisée commune rurale à habitat dispersé, selon la nouvelle grille communale de densité à sept niveaux définie par l'Insee en 2022.
Elle est située hors unité urbaine. Par ailleurs la commune fait partie de l'aire d'attraction de Saint-Lô, dont elle est une commune de la couronne,. Cette aire, qui regroupe 63 communes, est catégorisée dans les aires de 50 000 à moins de 200 000 habitants,.

### Occupation des sols
L'occupation des sols de la commune, telle qu'elle ressort de la base de données européenne d’occupation biophysique des sols Corine Land Cover (CLC), est marquée par l'importance des territoires agricoles (93 % en 2018), en diminution par rapport à 1990 (94 %). La répartition détaillée en 2018 est la suivante : prairies (86,3 %), zones urbanisées (7 %), terres arables (6,7 %). L'évolution de l’occupation des sols de la commune et de ses infrastructures peut être observée sur les différentes représentations cartographiques du territoire : la carte de Cassini (XVIIIe siècle), la carte d'état-major (1820-1866) et les cartes ou photos aériennes de l'IGN pour la période actuelle (1950 à aujourd'hui).

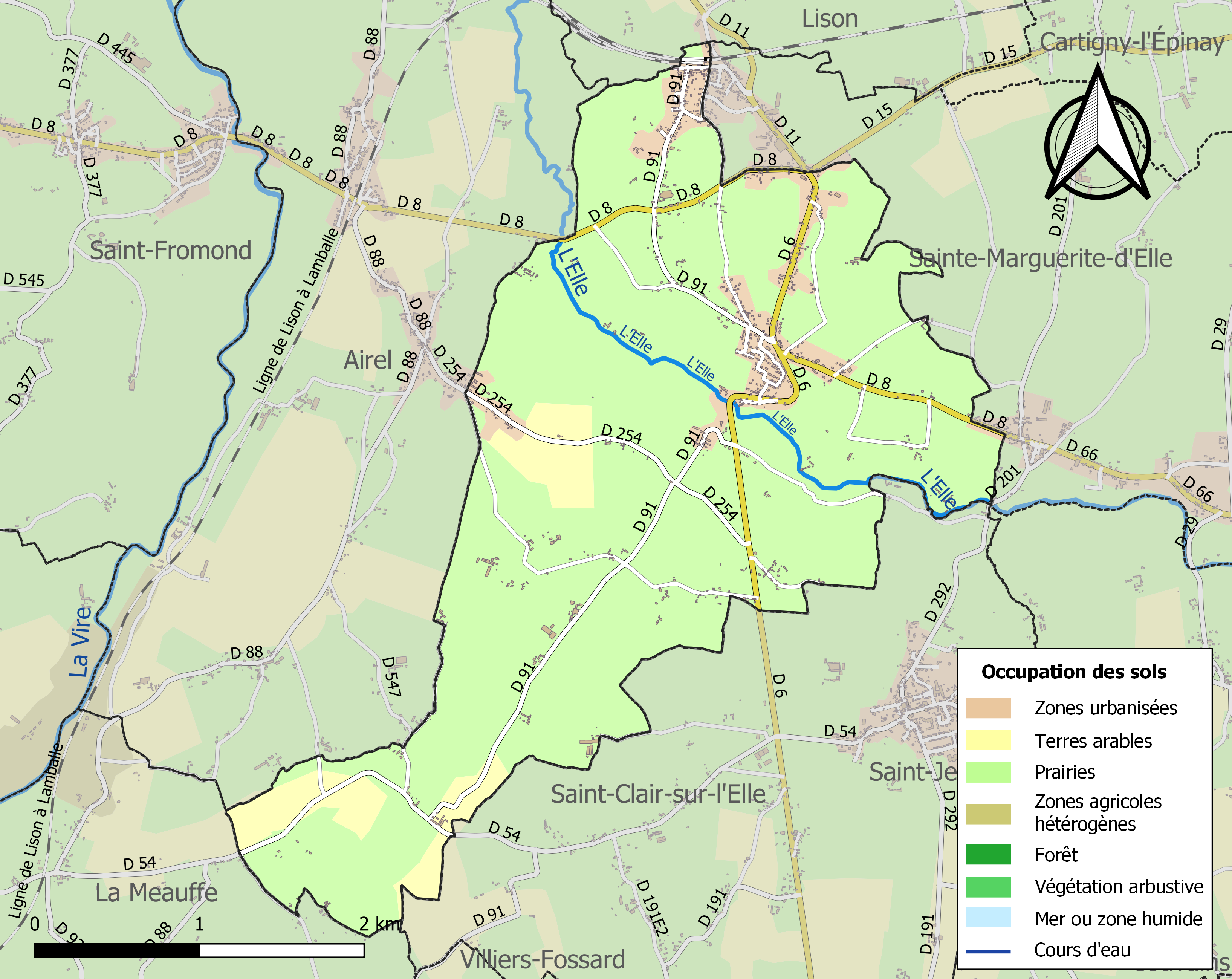
Carte des infrastructures et de l'occupation des sols de la commune en 2018 (CLC).

## Toponymie
Le nom de la localité est attesté sous les formes Moon en 1203, Moon-sur-Elle en 1801.
L'hypothèse la plus vraisemblable avancée par les toponymistes serait une origine gauloise : magodunum ou mogodunum qui signifierait : champ, agglomération ou marché (magos) + hauteur (dunon). Ce nom serait à rapprocher de Moing (Loire), Mehun-sur-Yèvre (Cher), Meung-sur-Loire (Loiret), Mouen (Calvados), Mauzun (Puy-de-Dôme), Moings (Charente-Maritime) ou Mohon (Ardennes). Ainsi les Moon, Mohon, Bohon, Moyon, Beslon auraient une origine gauloise. La prononciation de Moon s'est simplifiée (Mon) mais la graphie n'a pas évolué. Les traits archaïques se sont perpétués : Môon puis Moon.
En normand, le nom de la commune se prononce Mon-sur-Elle. Il n'a rien à voir avec l'anglais et ne se prononce donc jamais moune.
La deuxième partie du nom vient de la rivière Elle, affluent de la Vire.

## Histoire
Reste à imaginer ce village gaulois sur la rive droite de l'Elle, au lieu-dit « la Croix de Moon » bien exposé sud-sud-ouest. Ce village devait commander l'entrée de la vallée de l'Elle en amont des sombres forêts de Cerisy et du bois d'Elle et en aval des marais du Cotentin. Ces gaulois de Moon étaient peut-être des Unelles, tribus des marais du Cotentin, ou des Bajocasses, tribus du Bessin. D'ailleurs, l'une des places fortes des Bajocasses, l'oppidum du Castel, se trouve à quelques kilomètres en amont, sur Cerisy-la-Forêt, face à la commune de Saint-Jean-de-Savigny. Cette place fortifiée servait de refuge lors des périodes de troubles et de guerre.
Une seconde hypothèse, Moon serait d'origine germanique, domaine de Modon.
Le gentilé est Moonais.

## Politique et administration

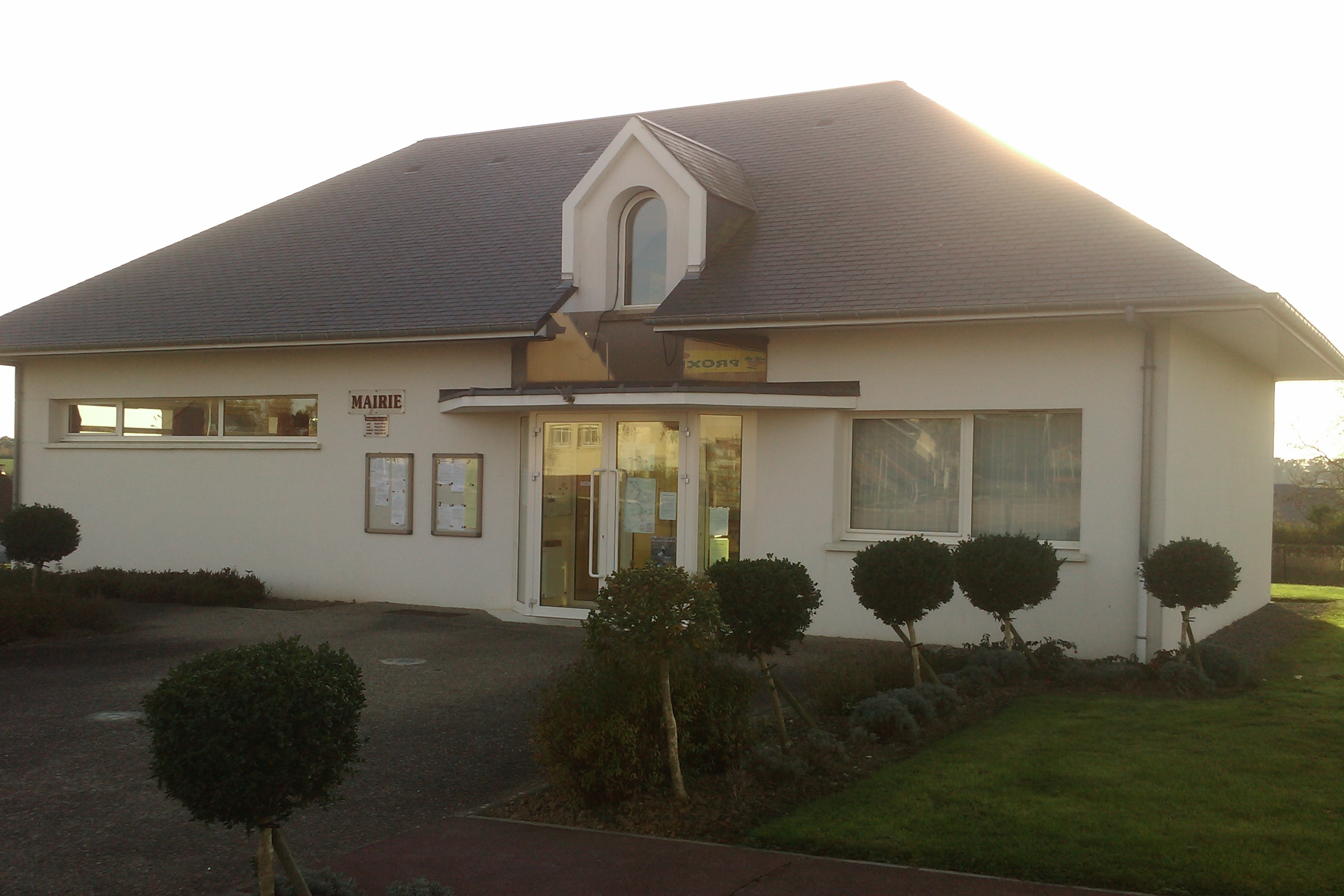
La mairie.

| Période                                  | Période   | Identité                          | Étiquette | Qualité                          |
| ---------------------------------------- | --------- | --------------------------------- | --------- | -------------------------------- |
| août 1815                                | déc. 1815 | Charles Busquet                   |           |                                  |
| 1816                                     |           | Gustave Debaupte                  |           |                                  |
| 1817                                     | 1822      | Jean Guilbert                     |           |                                  |
| 1822                                     | 1840      | Paul François Langlois            |           |                                  |
| 1840                                     | 1858      | Jean Baptiste Busquet             |           |                                  |
| 1858                                     | 1863      | Jacques Bequet                    |           |                                  |
| 1863                                     | 1864      | Louis Auguste Allix               |           |                                  |
| 1864                                     | 1875      | Louis Aimé Gilles                 |           |                                  |
| 1875                                     | 1892      | Paul Max Germain Regnouf de Vains |           |                                  |
| 1892                                     | 1897      | Aimable Joachim Demagny           |           |                                  |
|                                          |           |                                   |           |                                  |
| 1965                                     | 1971      | Arthur Turmet                     |           |                                  |
| 1971                                     | 1979      | Jean Fauvel                       |           | Chef d'entreprise                |
| 1979                                     | 1995      | Arthur Turmet                     |           |                                  |
| 1995                                     | 1998      | Gilbert Lieurey                   |           | Professeur                       |
| 1998                                     | 2004      | Claude Baumel                     |           | Retraité                         |
| 2004                                     | mars 2008 | Gilbert Lieurey                   |           | Professeur d'histoire géographie |
| mars 2008                                | En cours  | Lydie Brotin                      |           | Infirmière                       |
| Les données manquantes sont à compléter. |           |                                   |           |                                  |

## Démographie
L'évolution du nombre d'habitants est connue à travers les recensements de la population effectués dans la commune depuis 1793. Pour les communes de moins de 10 000 habitants, une enquête de recensement portant sur toute la population est réalisée tous les cinq ans, les populations de référence des années intermédiaires étant quant à elles estimées par interpolation ou extrapolation. Pour la commune, le premier recensement exhaustif entrant dans le cadre du nouveau dispositif a été réalisé en 2005.
En 2022, la commune comptait 779 habitants, en évolution de −7,59 % par rapport à 2016 (Manche : −0,31 %, France hors Mayotte : +2,11 %).
L'évolution de la démographie de la commune présente un caractère original comparée à celle du canton de Saint-Clair-sur-l'Elle. Au début du XIXe siècle, sous Napoléon Ier et la Restauration, le canton était une région « pleine », plus peuplée qu'aujourd'hui : il y a été recensé 10 964 habitants en 1821. Le recensement de 2008 relevait 7 555 habitants, soit une baisse de 31 % en près de deux siècles. La densité, qui était de 79 habitants au km² en 1821, n'est plus que de 55 habitants au km². Cette baisse fut régulière de 1821 à 1975 avec une amplification du phénomène dans la deuxième moitié du XIXe et au début du XXe siècle (1866-1921) et récemment entre 1954 et 1975, comme ailleurs, une région touchée par l'exode rural.
| 1793 | 1800 | 1806 | 1821 | 1831 | 1836 | 1841 | 1846 | 1851 |
| ---- | ---- | ---- | ---- | ---- | ---- | ---- | ---- | ---- |
| 712  | 642  | 784  | 801  | 756  | 721  | 730  | 720  | 715  |

| 1856 | 1861 | 1866 | 1872 | 1876 | 1881 | 1886 | 1891 | 1896 |
| ---- | ---- | ---- | ---- | ---- | ---- | ---- | ---- | ---- |
| 785  | 813  | 800  | 754  | 775  | 809  | 815  | 781  | 727  |

| 1901 | 1906 | 1911 | 1921 | 1926 | 1931 | 1936 | 1946 | 1954 |
| ---- | ---- | ---- | ---- | ---- | ---- | ---- | ---- | ---- |
| 681  | 704  | 726  | 710  | 829  | 854  | 845  | 842  | 923  |

| 1962 | 1968 | 1975 | 1982 | 1990 | 1999 | 2005 | 2006 | 2010 |
| ---- | ---- | ---- | ---- | ---- | ---- | ---- | ---- | ---- |
| 900  | 765  | 665  | 579  | 792  | 818  | 841  | 838  | 835  |

| 2015 | 2020 | 2022 | - | - | - | - | - | - |
| ---- | ---- | ---- | - | - | - | - | - | - |
| 849  | 785  | 779  | - | - | - | - | - | - |

## Économie
La commune se situe dans la zone géographique des appellations d'origine protégée (AOP) Beurre d'Isigny et Crème d'Isigny.
- SARL Fauvel : fabrique de carrelage en terre cuite labellisée « Entreprise du patrimoine vivant ».

## Lieux et monuments
- Château de Moon du XIXe siècle avec pigeonnier et communs du XVIIe siècle.
- Église Notre-Dame (XIIe, XIIIe, XIVe – XVe siècle) et chapelle Sainte-Barbe. L'appareillage des pierres de la nef indique l'art roman. Les ouvertures datent du XVIIe siècle. Elle abrite un maître-autel (XVIIe-XVIIIe) restauré en 2009[36], un tableau l'Immaculée Conception d'après Murillo (XIXe), des autels-latéraux (XIXe), une chaire à prêcher (XVIIIe), des fonts baptismaux (1782)[37].
- Calvaire (XXe siècle), croix de cimetière (XIXe siècle).
- Moulins Hébert et des Cures.
- Deux lavoirs.

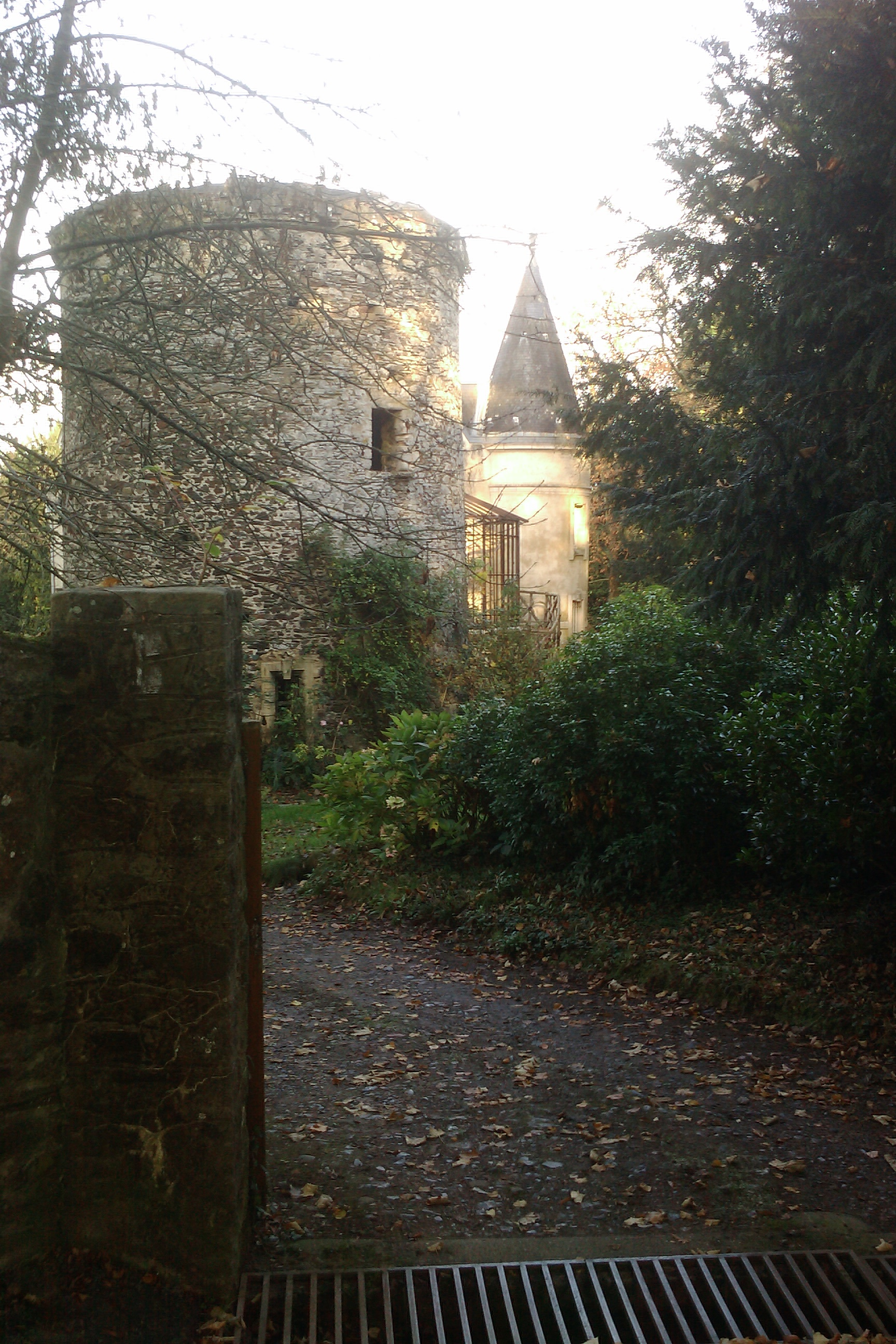
Le château.
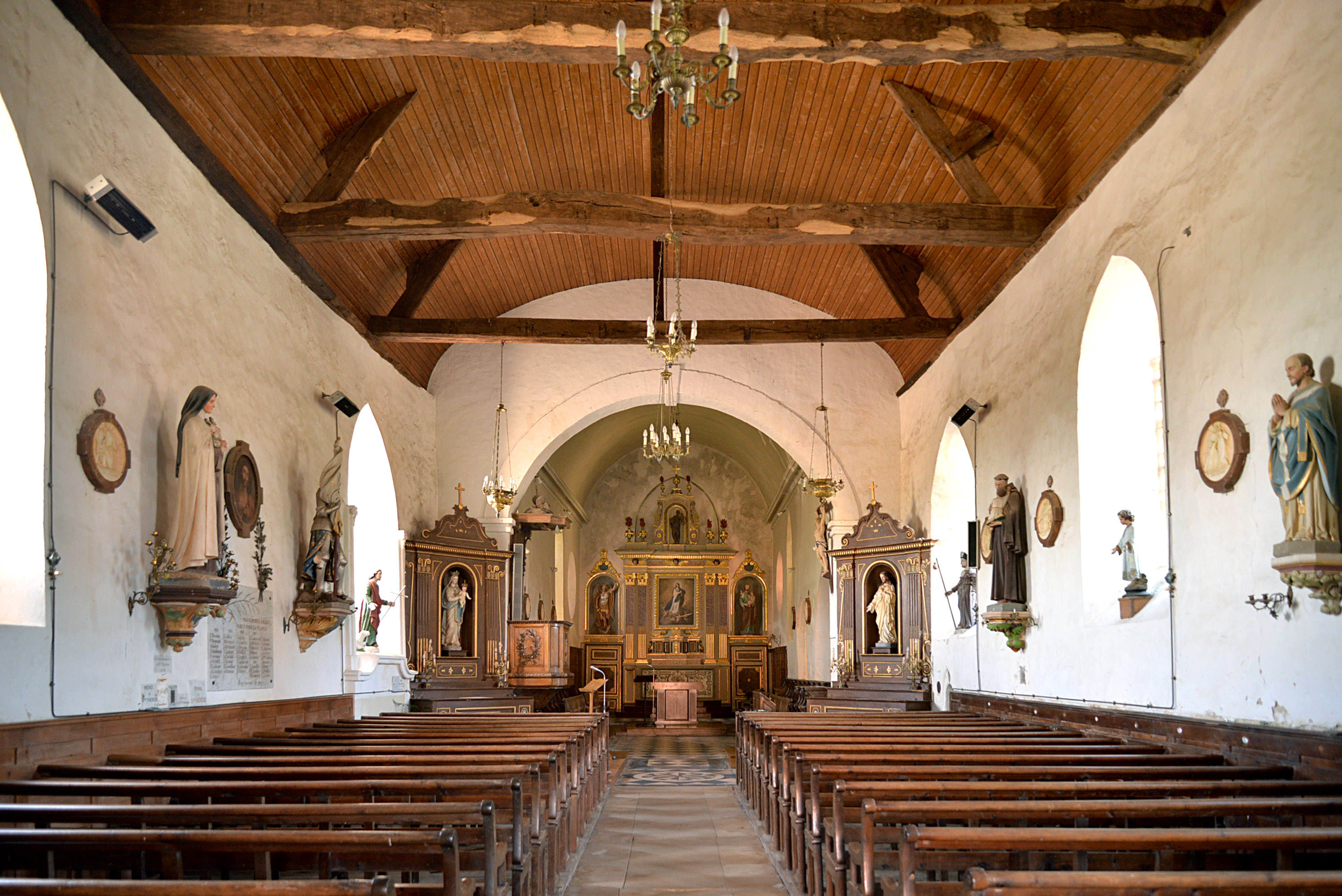
La nef de l’église Notre-Dame.
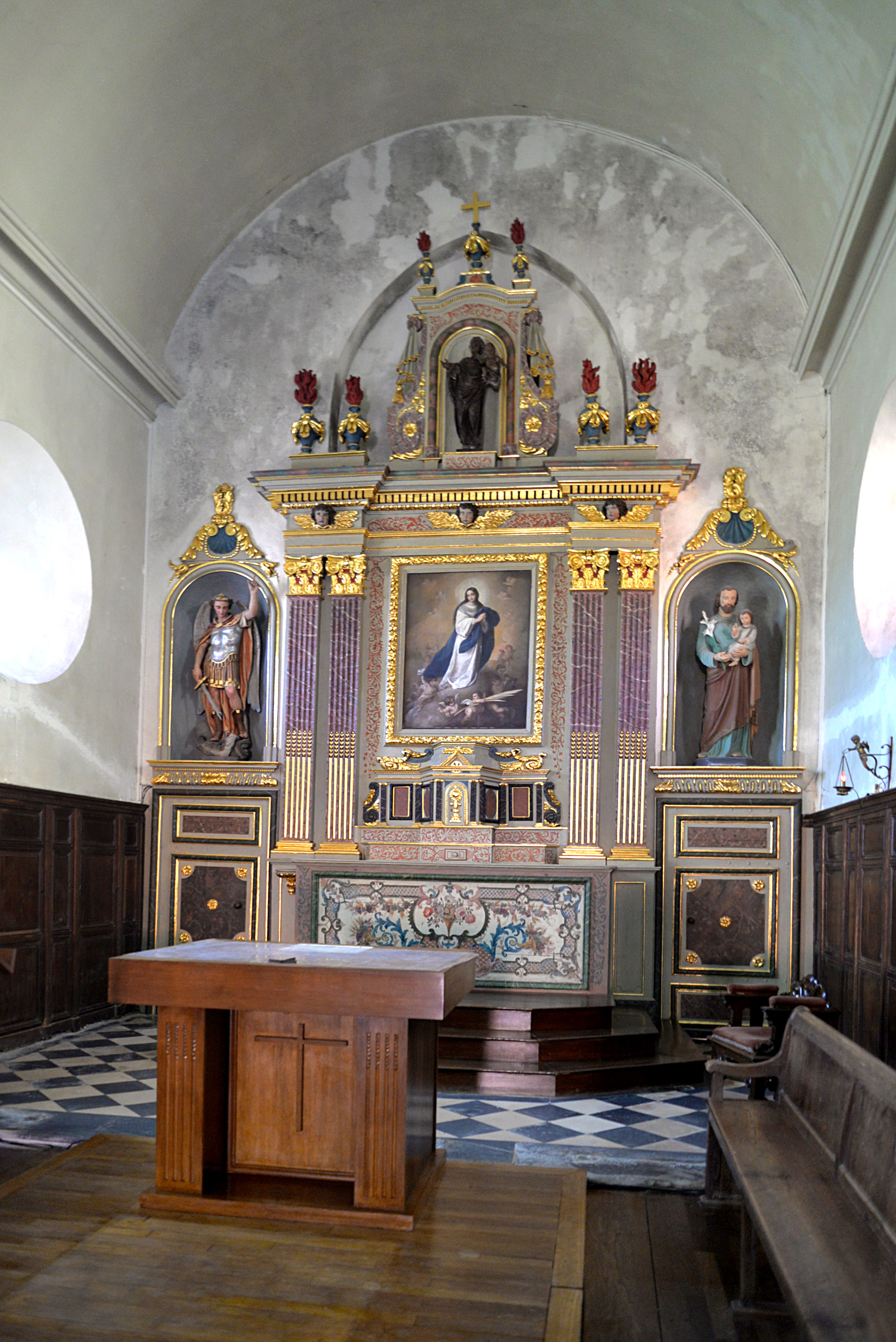
Le maître-retable de l’église Notre-Dame.

## Activités
- Le Football Club de l'Elle, club fondé en 1996 de la fusion entre l'USE (club de Saint-Clair-sur-l'Elle) et de l'USCL (Union sportive des cheminots de Lison). Le siège du club est à Moon-sur-Elle. Le FCE fait évoluer deux équipes de football en divisions de district[38].
- Randonnée pédestre : la communauté de communes de l'Elle a créé deux boucles sur les communes de Moon-sur-Elle et Saint-Clair-sur-l'Elle. Celles-ci totalisent une longueur de 11 kilomètres traversant la vallée de l'Elle. Elles sont agrémentées de sculptures issues du symposium annuel de Cerisy-la-Forêt.

## Personnalités liées à la commune
- Jean Regnault de Segrais (1624-1701), académicien français, seigneur du Mesnil Vitey à Airel, dont le service funéraire eut lieu dans la chapelle Saint-Thomas du Mesnil Vitey à Moon (ancien manoir du même nom). La litre en était encore visible au XIXe siècle.
- Le général-comte Louis Groult des Rivières est né en 1743 à Moon-sur-Elle.